# On the Border
On the Border – trzeci album country rockowej grupy Eagles, wydany w 1974 roku. Płytę wydała wytwórnia płytowa Asylum Records pod numerem katalogowym 7E-1004. Podczas nagrywania tego albumu, zespół dokonał kilku istotnych zmian. Jako zespół skłaniał się bardziej w stronę twardszego rocka, podczas gdy producent Glyn Johns bardziej preferował brzmienie country. Po nagraniu tylko dwóch utworów, zespół pozbył się Johnsa i zatrudnił nowego producenta Billa Szymczyka. Na życzenie Freya pozyskali gitarzystę Dona Feldera, aby dodać brzmienie gitary slide w nagraniu "Good Day in Hell". Zespół był pod takim wrażeniem jego gry, że zaprosił Feldera jako piątego członka grupy. Fakt późniejszego dołączenia Feldera do zespołu jest zapisany na tylnej stronie okładki płyty. Album osiągnął miejsce # 17 w rankingu najlepszych albumów i rozszedł się w nakładzie 2 000 000 egzemplarzy. Z albumem wydano również trzy single: "Already Gone", "James Dean" i "Best Of My Love". Single osiągnęły odpowiednio pozycje # 32,  # 77 i # 1. Nagranie "Best of My Love" było pierwszym z pięciu nagrań zespołu, które dotarły na sam szczyt amerykańskiej list przebojów Billboard Hot 100.
Jest pierwszym albumem Eagles, który został wydany w kwadrofonicznej wersji dźwięku przestrzennego. Został nagrany na 8-ścieżkowej taśmie kwadrofonicznej i  w systemie CD-4 LP.

## Lista utworów
| A1. | Already Gone                                                               | 4.13  |
|     | (Jack Tempchin, Robb Strandlund) śpiew – Glenn Frey                        |       |
| A2. | You Never Cry Like a Lover                                                 | 4.02  |
|     | (J.D. Souther, Don Henley) śpiew – Don Henley                              |       |
| A3. | Midnight Flyer                                                             | 3.58  |
|     | (Paul Craft) śpiew – Randy Meisner                                         |       |
| A4. | My Man                                                                     | 3.30  |
|     | (Bernie Leadon) śpiew – Bernie Leadon                                      |       |
| A5. | On the Border                                                              | 4.28  |
|     | (Don Henley, Bernie Leadon, Glenn Frey) śpiew - Don Henley                 |       |
| B1. | James Dean                                                                 | 3.36  |
|     | (Jackson Browne, Glenn Frey , J.D. Souther, Don Henley) śpiew – Glenn Frey |       |
| B2. | Ol' '55                                                                    | 4.22  |
|     | (Tom Waits) śpiew - Glenn Frey i Don Henley                                |       |
| B3. | Is It True?                                                                | 3.14  |
|     | (Randy Meisner) śpiew - Randy Meisner                                      |       |
| B4. | Good Day in Hell                                                           | 4.27  |
|     | (Don Henley, Glenn Frey) śpiew - Don Henley, Randy Meisner                 |       |
| B5. | Best of My Love                                                            | 4.35  |
|     | (Don Henley, Glenn Frey, J.D. Souther) śpiew – Don Henley                  |       |
|     |                                                                            | 40:25 |
|     |                                                                            |       |

## Twórcy
- Glenn Frey – śpiew, gitara prowadząca, fortepian, gitara slide,
- Don Henley -  śpiew, perkusja, gitara,
- Randy Meisner – śpiew, gitara basowa
- Bernie Leadon – śpiew, gitara prowadząca, banjo, gitara hawajska
- Don Felder – gitara elektryczna, gitara slide

## Produkcja
- Bill Szymczyk – producent, inżynier dźwięku, inżynier remiksu (nagrania A1, A3 do B4)
- Glyn Johns – producent i inżynier dźwięku (nagrania A2, B5)
- Allan Blazek – asystent inżyniera dźwięku
- Gary Landinsky – asystent inżyniera dźwięku
- Rob Thaer – asystent inżyniera dźwięku
- Gary Burden - kierownik artystyczny, projektant
- Henry Diltz – zdjęcia
- Rick Griffin – napisy
- Beatian Yazz – malunek na okładce
- The Clapettes – klaskanie (utwór A5)

## Pozycje na listach
| Lista 1973        | Pozycja |
| ----------------- | ------- |
| Lista amerykańska | 17      |
| Lista brytyjska   | 28      |
| Lista holenderska | 3       |

## Notowania singli
| Rok  | Singel            | Notowania             | Poz. |
| ---- | ----------------- | --------------------- | ---- |
| 1974 | "Already Gone"    | US Billboard Hot 100  | 32   |
| 1974 | "James Dean"      | US Billboard Hot 100  | 64   |
| 1975 | "Best of My Love" | US Billboard Hot 100  | 1    |
| 1975 | "Best of My Love" | US Adult Contemporary | 1    |

## Certyfikaty
| Kraj       | Certyfikacja        | Sprzedaż  |
| ---------- | ------------------- | --------- |
| USA (RIAA) | 2 x platynowa płyta | 2 000 000 |